# Hipóloco de Troya
En la mitología griega, Hipóloco (en griego antiguo: Ἱππολόχoς Hippolokhos) fue un soldado troyano e hijo de Antímaco. Era hermano de Pisandro, Hipómaco, y Tisífone.

## Mitología
Durante la Guerra de Troya, Hipóloco y Pisandro tras quedar prisioneros pidieron clemencia a Agamenón para que no les matase, diciendo que su rico padre pagaría un rescate por ellos. Sin embargo, fueron asesinados por Agamenón.
Luego tomó él (es decir, Agamenón) a Pisandro e Hipóloco, firmes en la lucha. Eran hijos del sabio Antímaco, quien, con la esperanza de recibir oro y buenos regalos de Paris, no permitió que Helena fuera devuelta al rubio Menelao. El señor Agamenón tomó a sus dos hijos, los dos estaban en un carro, y juntos buscaban conducir los veloces caballos, porque las brillantes riendas se les habían resbalado de las manos, y los dos caballos corrían salvajemente; pero él se lanzó contra ellos como un león, el hijo de Atreo, y los dos le suplicaron desde el carro: “Tómanos vivos, hijo de Atreo, y acepta un rescate digno; muchos tesoros almacenó en el palacio de Antímaco, bronce, oro y hierro, labrados con trabajo; por eso nuestro padre te concedería un rescate incalculable si supiera que estamos vivos en las naves de los aqueos.

 Entonces, con llanto, los dos hablaron al rey con palabras dulces, pero la voz que oyeron no fue nada amable: “Si de verdad sois hijos del sabio de corazón Antímaco, quien en una vez en la reunión de los troyanos, cuando Menelao había venido en una embajada con el divino Odiseo, ordenó que lo mataran allí mismo y que no permitieran que volviera con los aqueos, ahora de seguro pagaréis el precio del ultraje inmundo de vuestro padre.

 Habló, y empujó a Pisandro de su carro al suelo, golpeándolo con su lanza en el pecho, y de espaldas fue arrojado a tierra. Pero Hipóloco saltó hacia abajo y lo mató en el suelo, y cercenándole los brazos con la espada y cercenándole la cabeza, lo hizo rodar, como una piedra redonda, en medio de la multitud. Entonces los dejó en paz, pero donde los batallones estaban siendo desbandados, saltó él y con él otros aqueos bien cubiertos.